# Charlotte Despard
Charlotte Despard (Ripple, Kent, 15 de juny del 1844 - Whitehead, Antrim, 10 de novembre del 1939), amb cognom de soltera French, fou una sufragista, pacifista, socialista, activista del Sinn Féin i novel·lista anglesa. Cofundà la Lliga per la Llibertat de les Dones, la Croada Pacífica de les Dones i la Lliga de franquícies de dones irlandeses i milità en organitzacions polítiques al llarg de la seua vida, incloent-hi la Unió Social i Política de les Dones, el Partit Laborista, Cumann na mBan i el Partit Comunista de Gran Bretanya.

## Biografia

### Primers anys
Charlotte French nasqué a Ripple (Kent), filla del capità irlandés de la Marina Reial britànica John Tracy William French (mort el 1855) i Margaret French (morta el 1867). El seu germà John French fou un comandant militar en la Primera Guerra Mundial i Lord tinent d'Irlanda, la qual cosa els situà en llocs contraris de l'espectre polític.
Estudià en una "escola de finalització" a Londres; aquestes escoles per a dones de la fi del segle xix ensenyaven etiqueta a joves de classe alta. Van entrar en declivi en els anys 1960 amb el canvi social de les dones. El 1870 es casà amb un home de negocis, Maximilian Carden Despard, amb el qual viatjà pels seus interessos financers per Àsia, fins a la mort d'ell el 1890, sense haver tingut fills. Charlotte Despard va vestir de dol la resta dels seus dies.

### Novel·lista
La primera novel·la de Charlotte Despard, Casta com el gel, pura com la neu, es publicà al 1874. En els següents 16 anys va escriure deu novel·les, tres de les quals mai foren publicades. La novel·la Fora de la llei: una novel·la sobre la qüestió del sufragi femení l'escrigué amb la seua amiga Mabel Collins i es publicà al 1908.

### Treballadora social
Després de la mort del seu marit, amb 46 anys, Charlotte Despard començà a fer treball d'ajut social. S'havia radicalitzat a causa dels alts nivells de pobresa que hi havia al Londres de l'època i dedicà el seu temps i diners a ajudar persones empobrides de Battersea, incloent-hi una clínica de salut i un menjador per a aturats.(4) Es va convertir al catolicisme. El 1894 fou triada com a Guardiana de les Lleis dels Pobres de Lambeth. Es retirà d'aquest càrrec al 1903.

### Com a política
Charlotte Despard era amiga d'Eleanor Marx i fou delegada de la Segona Internacional; n'assistí, entre d'altres, al quart congrés fet a Londres el 1896.
Va fer campanya contra les Guerres Bòer i les qualificà de "malvades guerres del govern capitalista". Una altra campanya seua fou un viatge pel Regne Unit parlant contra el reclutament per a la Primera Guerra Mundial, i creà una organització pacifista anomenada "La Croada Pacífica de les Dones" oposada a totes les guerres.

#### Sufragi
Charlotte Despard militava en la Federació Socialdemòcrata i el Partit Laborista Independent. El 1906 entrà en la Unió Nacional de Societats de Sufragi Femení i l'empresonaren dues vegades a Holloway. En frustrar-se amb la falta de progrés de l'organització, s'uní a la més radical Unió Social i Política de les Dones (WSPU en anglés).
El 1907, Charlotte Despard fou una de les tres dones que van formar la Lliga per a la Llibertat de les Dones després de disputes per la forma autocràtica en què la WSPU era gestionada. Aquesta organització s'identificava amb la resistència no-violenta i seguia estratègies com encadenar-se a la porta de la Galeria de les Dones del Palau de Westminster o una campanya de "No hi ha imposts si no hi ha representació", durant la qual li confiscaren els mobles de sa casa com a pagament per a les multes.
El 1909, Despard conegué Mahatma Gandhi a Londres.

#### Fundació d'un hospital i una escola per a refugiats
Del 1912 al 1921, treballà amb Kate Harvey, una altra activista del feminisme pacífic i partidària del "No hi ha imposts si no hi ha representació" que havia convertit sa casa a Bromley en un hospital de 31 llits, al principi per a soldats ferits en la Primera Guerra Mundial i que finalment va servir per a dones i xiquets refugiats.

### Anys després
Charlotte Despard es negà, per pacifista, a participar en la campanya de reclutament de l'Exèrcit Britànic en Primera Guerra Mundial.
Com a membre del Partit Laborista a Battersea, en les primeres dècades del segle xx, fou candidata laborista pel nord de Battersea en les Eleccions Generals del Regne Unit del 1918 amb 74 anys, tot i que la seua visió pacifista la hi va fer perdre, perquè aquests ideals s'havien tornat poc populars a causa de la propaganda del govern.
Despard també milità en altres causes com la Societat Vegetariana de Londres, de la qual fou vicepresidenta el 1931, Save the Children i el Moviment per la independència de l'Índia.
Amb 90 anys continuava activa en política, incloent-hi discursos antifeixistes a Trafalgar Square i un viatge a la Unió Soviètica; més tard entrà en el Partit Comunista de Gran Bretanya.

## Activisme a Irlanda
El 1908 Charlotte Despard s'uní a altres feministes per a formar la Lliga de Franquícies de Dones Irlandeses. Fomentà el boicot del cens del 1911 i se n'anà a viure a Dublín després de la Primera Guerra Mundial.
Durant la Guerra d'Independència Irlandesa, amb Maud Gonne i altres dones, formà la Lliga de Dones per la Defensa dels Presoners per a ajudar als presoners republicans. La classificaren com subversiva perillosa en l'Acta per a la Seguretat Pública del 1927 de l'Estat Lliure Irlandès per oposar-se al tractat entre el Regne Unit i Irlanda.
El 1930 Despard viatjà per la Unió Soviètica i, impressionada pel que havia vist, s'uní al Partit Comunista de Gran Bretanya i fou secretària de l'Organització d'Amics de la Rússia Soviètica. El 1933 li cremà la seua casa de Dublín un grup anticomunista.
Va morir, amb 95 anys, després d'una caiguda en la seua nova casa a Whitehead (Antrim) el novembre del 1939. L'enterraren en la parcel·la republicana del cementeri de Glasnevin, de Dublín.

## Llegat
Hi ha dos carrers amb el seu nom a Londres (a Battersea i a Archway, Islington).
El seu nom i foto (igual que el d'altres 58 suffragettes) és a l'estàtua de Millicent Fawcett a la plaça del Parlament de Londres.